# Премии комсомола Молдовы имени Бориса Главана
Премии комсомола Молдавии имени Бориса Главана — ряд премий, вручавшихся в Молдавской ССР. Премии были названы в честь героя «Молодой гвардии» Бориса Главана. Премии были учреждены «в целях широкого привлечения писателей, композиторов, художников, работников кино и театра к созданию ярких высокоидейных произведений о советской молодёжи, усиления пропаганды наиболее значительных достижений творчества молодых работников искусства республики, а также в целях широкого привлечения молодых научных работников, инженеров, аспирантов, преподавателей вузов, рабочих, колхозников и специалистов народного хозяйства республики к участию в борьбе за научно-технический прогресс». Премия в области литературы и искусства была учреждена постановлениями ЦК Компартии Молдавии и Совета Министров Молдавской ССР 17 января 1967 года, в области науки и техники — 31 декабря 1971 года. Премия в области производства была учреждена постановлением ЦК ЛКСМ Молдавии 1 марта 1974 года.

## Премии в области литературы и искусства
Премии в области литературы и искусства присуждались за высокоидейные и высокохудожественные оригинальные произведения молдавской советской литературы и искусства, получившие широкое признание среди молодёжи и всей общественности.
1967
- Виеру, Григорий Павлович — за книгу стихов «Версурь» («Стихи»).
- Деляну, Ливиу Самуилович (посмертно) — за поэму «Тинереце фэрэ моарте» («Бессмертная молодость»).
- Хэмурару, Филимон Алексеевич — за иллюстрации к книге «А фост одатэ» («Жили-были», художественное оформление спектакля-оперы «Капра ку трей езь» («Коза с тремя козлятами»), за иллюстрации к сказке Михая Эминеску «Фэт-Фрумос дин лакримэ» («Фэт-Фрумос из слезы рождённый»).
- Гажиу, Валерий Георгиевич и Лысенко, Вадим Григорьевич — за художественный фильм «Горькие зёрна».

1968
- Шляху, Самсон Гершевич — за книгу «Товарэшул Ваня» («Товарищ Ваня»).
- Китман И. Д. — за скульптурный портрет «Павел Ткаченко» и скульптурную композицию «Встреча».
- Орлова О. Д. — за портрет дояра В. Полимецкого и портрет животновода С. Мелкана.

1969
- Телеукэ, Виктор Гаврилович — за сборник стихов «Инсула чербилор» («Олений остров»).
- Народный ансамбль танца «Миорица» — за концертные программы 1967—1968 гг.

1970
- Чиботару А. И. — за поэму «Трепте» («Ступени»).
- Эпельбаум-Марченко Б. П. — за скульптурные работы «Мой первый комсомольский день» и «На страже мира».

1973
- Цопа Ф. Г. — за книги «Дрептул ла немурире» («Право на бессмертие»), «Проспектул Патрией» («Проспект Родины»), «Четэць де фок» («Огненные цитадели»).
- Дога Е. Д. — за музыкальные произведения «Песня о моём городе» на слова Г. Водэ, «Я и ты» на слова Л. Ошанина, «Кодрий мей фрумошь» («Мои прекрасные кодры») на слова П. Крученюка, «Хора приетенией» («Хора дружбы») на слова И. Подоляну, «Нунта веселэ» («Весёлая свадьба») на слова Н. Чепраги, пролог к фильму «Кишинэу-Кишинэу» («Кишинёв-Кишинёв»; оркестровый вариант), позывные радиостанции «Оризонтул».
- Народный ансамбль песни и танца «Приетения» — за концертную программу 1972—1973 гг., большую работу по эстетическому воспитанию молодёжи.

1975
- Дудник П. М. — за героическую поэму «Солтыс».
- Киоса Н. Г. — за сборник песен «Ной кынтэм» («Мы поём»), песни «Вие фэрэ хотар» («Безбрежная мечта») на слова Б. Майорова, молдавский текст П. Дарие, «Комсомольцы, вперёд!» на слова Г. Каменной.
- Кучук С. К. — за работы «Гагарин приехал», «Новое молдавское село», «Отец и дочь», «Освобождение».
- Степанов И. Ф. — за работы «Стражи неба», «Портрет лётчика-перехватчика Савушкина», «Слово бригады», «Солидарность», «Братья по оружию».
- Республиканский театр «Лучафэрул» — за спектакли «Оптимистическая трагедия» В. Вишневского, «Папашины игрушки» Д. Урнявичуте, «В списках не значился» Б. Васильева.

1977
- Дабижа Н. Т. — за сборник стихов «Окюл ал трейля» («Третий глаз»).
- Вокально-инструментальный ансамбль «Контемпоранул» — за концертную программу 1975—1977 гг.
- Колыбняк А. А. — за серию работ «Данченский животноводческий комплекс», графические листы из серии «30 лет Словацкого народного восстания», за иллюстрации и оформление книги Василе Александри «Кончертул ын лункэ» («Концерт на лугу»).

## Премии в области науки и техники
Премии в области науки и техники присуждались за научные исследования и разработки, вносящие важный вклад в развитие отечественной науки и техники; работы по созданию и внедрению в народное хозяйство наиболее прогрессивных процессов, материалов, машин и механизмов; работы по внедрению передового производственно-технического опыта, имеющего большое народнохозяйственное значение; глубокие теоретические исследования по вопросам марксистско-ленинской науки, экономики и молодёжных проблем.
1972
- Мунтян М. А. — за цикл работ, посвящённых внешней политике Советского Союза и социалистических стран Юго-Восточной Европы.
- Голбан Д. М. — за цикл работ «Профилактика и терапия болезней молодняка сельскохозяйственных животных».
- Арнаутов В. И. — за работу «Топологизируемость бесконечных колец. Псевдонормируемость топологических колец».

1974
- Бостан Г. А., Магариу Г. А., Маричук М. Н. — за разработку методов создания и реализации на ЭВМ многоязыковых транслирующих систем.
- Постолаке Г. Г. — за работу «Опад и лесная подстилка в дубравах Молдавии».
- Чобану М. М. — за цикл работ «Исследования по общей топологии и некоторые её приложения».

1976
- Унгуряну А. М. — за работу «Повышение продуктивности плодовых питомников оптимизацией густоты и минерального питания растений».
- Жереги Ф. Г., Миглей М. Ф. — за цикл работ в области теоретической физики.
- Побединский В. М. — за работу «Исследование процесса измельчения стебельчатых кормов и совершенствование параметров многоножевого дискового измельчающего аппарата».

1978
- Решетник В. П., Ротарь И. К., Репешко М. И. — за цикл работ «Эффективность получения гибридов для комплексов и совершенствование круптой белой породы свиней».
- Базнат М. И., Доготарь Г. Е. — за цикл работ «Исследование структуры атомного ядра и ядерных реакций».
- Саушкин Б. П., Буланный С. И., Гроза И. А., Жавгурян В. Н., Стойчев П. Н. — за цикл работ по «Теории и практике электрохимических производств».
- Гуля А. П. — за работу «Применение спектроскопии ядерного магнитного резонанса в исследовании координационных соединений».
- Балан В. В., Чимпоеш Г. П. — за цикл работ «Повышение продуктивности яблони в Молдавии оптимизацией конструкции насаждений и минерального питания растений».
- Вулпе Н. И., Кирницкая Э. Ф. за цикл работ «Инварианты дифференциальных уравнений».

## Премии в области производства
Премии в области производства присуждались комсомольско-молодёжным коллективам, молодым рабочим, труженикам сельского хозяйства, специалистам и организаторам производства, добившимся выдающихся успехов в республиканском социалистическом соревновании, рекордных производственных показателей в своей отрасли, высшей производительности труда.
1974
- Комсомольско-молодёжный коллектив молочнотоварной фермы племсовхоза «Малаешты» Оргеевского района.
- Комсомольско-молодёжная бригада штукатуров СУ-4 треста «Отделстрой» города Кишинёва.

1976
- Чубук П. И., бригадир комсомольско-молодёжной бригады совхоза-завода «Бозиены» Котовского района.
- Комсомольско-молодёжный коллектив бригады термического цеха Кишинёвского тракторного завода (руководитель Маларчук Г. Б., комсорг Дигорь Ф. И.).

1977
- Гуров В. И., бригадир котельщиков сварочно-заготовительного цеха завода литейных машин имени С. М. Кирова, город Тирасполь.
- Фёдоров П. А., инженер конструктор завода литейных машин имени С. М. Кирова, город Тирасполь.
- Комсомольско-молодёжный коллектив производственного противоэрозионно-мелиоративного объединения Бричанского районного совета колхозов (руководитель Гудумак Е. В., комсорг Капацына В. Д.).

1978
- Мунтян Н. А., мастер машинного доения колхоза «XIX съезд КПСС» Бричанского района.
- Палий И. А., комбайнёр Капланского сенооборота объединения механизации и электрификации сельскохозяйственного производства Суворовского районного совета колхозов.
- Томша А. Г., слесарь сборщик производственного объединения «Молдавгидромаш», город Кишинёв.
- Радукан П. Ф., токарь кишинёвского завода «Сигнал».